# Quirinus
Quirinus a római mitológia kialakulásának kezdeti szakaszában nagyon fontos szerepet játszó isten, Juppiter és Mars mellett az első isteni triász tagja. A hellenizálódás korszakától kezdve tisztelete visszaszorult, és csak rövid ideig, Augustus alatt kapott újra szerepet. A tiszteletére rendezett ünnep, a február 17-i quirinalia a császárkorban is fennmaradt.

## Története
Nevének eredete vitatott. A latin quirites szó jelentése a római nép közössége. Ugyanakkor a Quirinalis-dombon szabin etnikum lakott. Egyesek szerint a közösségi védnöki szerepet játszó Quirinus a latin szóból eredően kapta nevét, mások szerint eredetileg szabin hadisten volt, és csak a szabinok beolvadása után vált római istenné.
Mindkét verzió ötvözeteként az is feltehető, hogy a szabin isten a dombról kapta a nevét (vagy fordítva), és a szabinok beolvadásával, az egyesített közösség kezdte el tisztelni, mint a római-szabin egyesülés jelképét.
A késő köztársaságkorban Quirinust úgy tekintették, mint Romulus apoteózisát. Ettől kezdve helyét fokozatosan átveszi Iuno Regina és Minerva tisztelete. Talán összeolvadt Ianus kultuszával, hiszen a kétarcú istent Ianus-Quirinus istenekként is emlegették néha. Papja azonban (flamen Quirinalis) sokáig megőrizte tekintélyét, ezt a pozíciót a császárkorban flamen Maioresnek nevezték, és megelőzte a pontifex maximus (főpap) rangját.